# La Trace dans l'ombre
 (février 2024).
Si vous disposez d'ouvrages ou d'articles de référence ou si vous connaissez des sites web de qualité traitant du thème abordé ici, merci de compléter l'article en donnant les références utiles à sa vérifiabilité et en les liant à la section « Notes et références ».
La Trace dans l'ombre (en anglais : The Fingerprint) est un roman policier de Patricia Wentworth mettant en scène le personnage de Miss Silver.
Publié en Grande-Bretagne en 1956, il est paru en France aux éditions 10/18 le 11 juin 1998 dans la collection Grands détectives, dans une traduction de Corine Derblum.

## Résumé
Jonathan Field et sa nièce Georgina retrouvent avec joie Mirrie, une nièce perdue de Jonathan. Plus tard, ce dernier déshérite Georgina car, d'après une lettre qu'il vient de recevoir, elle négligerait Mirrie. On le retrouve assassiné quelques jours plus tard. Miss Silver entre alors en scène...